# Marcellino Lucchi
Marcellino Lucchi (Cesena, 13 de marzo de 1957) es un piloto de motociclismo de velocidad italiano, que compitió regularmente en el Campeonato Mundial de Motociclismo desde 1982 hasta 2004.

## Biografía
Hizo su debut a la edad de 20 años y cambió a Mundial solo 5 años después, en la categoría de 250.
Lucchi fue, de hecho, un piloto libre durante muchos años, trabajando durante la semana como operador ecológico y participando en competiciones solo con wildcar. A pesar de todo, era un buen piloto y un excelente piloto de pruebas que contribuyó durante algunos años al desarrollo de Aprilia 250GP.
A lo largo de los años 1982 y 1983 participó en Campeonato Europeo de Motociclismo conduciendo un Yamaha, terminando cuarto en el primer año. y el 20.º el siguiente. Participará una tercera vez en el europeo del 1989, esta vez con Aprilia, llegando en segunda posición.
En competiciones italianas, Lucchi venció seis veces consecutivas (de 1992 a 1997) el Campeonato Italiano de Motociclismo en la categoría de 250cc (sempre con Aprilia), mientras que la única victoria en el Mundial la obtuvo a los 42 años en el Gran Premio de Mugello de 1998, obtenida por la suma de tiempos por la interrupción de la carrera por motivos meteorológicos.
Su última presenia registrada en el Mundial fue el Gran Premio de Malasia de 2004 en la que acabó 16.º.

## Resultados
Sistema de puntuación desde 1950 hasta 1968:
| Posición | 1.º | 2.º | 3.º | 4.º | 5.º | 6.º |
| Puntos   | 8   | 6   | 4   | 3   | 2   | 1   |

Sistema de puntuación desde 1988 hasta 1991:
| Posición | 1.º | 2.º | 3.º | 4.º | 5.º | 6.º | 7.º | 8.º | 9.º | 10.º | 11.º | 12.º | 13.º | 14.º | 15.º |
| Puntos   | 20  | 17  | 15  | 13  | 11  | 10  | 9   | 8   | 7   | 6    | 5    | 4    | 3    | 2    | 1    |

Sistema de puntuación en 1992:
| Posición | 1.º | 2.º | 3.º | 4.º | 5.º | 6.º | 7.º | 8.º | 9.º | 10.º |
| Puntos   | 20  | 15  | 12  | 10  | 8   | 6   | 4   | 3   | 2   | 1    |

Sistema de puntuación de 1993 hasta 2022:
| Posición | 1.º | 2.º | 3.º | 4.º | 5.º | 6.º | 7.º | 8.º | 9.º | 10.º | 11.º | 12.º | 13.º | 14.º | 15.º |
| Puntos   | 25  | 20  | 16  | 13  | 11  | 10  | 9   | 8   | 7   | 6    | 5    | 4    | 3    | 2    | 1    |

(Las Carreras en negrita indica pole position, las carreras en cursiva indica vuelta rápida)
| Año  | Clase | Equipo  | Moto  | 1      | 2       | 3       | 4       | 5       | 6       | 7       | 8            | 9       | 10      | 11      | 12     | 13      | 14     | 15    | Pts. | Pos. |
| ---- | ----- | ------- | ----- | ------ | ------- | ------- | ------- | ------- | ------- | ------- | ------------ | ------- | ------- | ------- | ------ | ------- | ------ | ----- | ---- | ---- |
| 1982 | 250cc | Yamaha  |       |        | FRA -   | ESP -   | NAC 7   | NED -   | BEL -   | YUG 12  | GBR -        | SUE -   | FIN -   | CHE -   | RSM 6  | ALE -   |        |       | 9    | 24.º |
| 1983 | 250cc | SMW     | RSA - | FRA -  | NAC Ret | ALE -   | ESP -   | AUT -   | YUG -   | NED -   | BEL -        | GBR -   | SUE -   |         |        |         |        |       | 0    | -    |
| 1984 | 250cc | Rotax   | RSA - | NAC 18 | ESP -   | AUT -   | ALE -   | FRA -   | YUG Ret | NED -   | BEL -        | GBR -   | SUE -   | RSM Ret |        |         |        |       | 0    | -    |
| 1985 | 250cc | Yamaha  | RSA - | ESP -  | ALE -   | NAC 23  | AUT -   | YUG -   | NED -   | BEL -   | FRA -        | GBR -   | SUE -   | RSM 15  |        |         |        |       | 0    | -    |
| 1986 | 500cc | Aprilia | ESP - | NAC 24 | ALE -   | AUT -   | YUG 19  | NED -   | BEL -   | FRA Ret | GBR -        | SUE -   | RSM 15  |         |        |         |        |       | 0    | -    |
| 1987 | 250cc | Honda   | JAP - | ESP -  | ALE -   | NAC 23  | AUT -   | YUG 21  | NED -   | FRA DNQ | GBR Ret      | SUE -   | CHE -   | RSM 17  | POR -  | BRA -   | ARG -  |       | 0    | -    |
| 1988 | 250cc | Honda   | JAP - | USA -  | ESP -   | EXP -   | NAC Ret | ALE -   | AUT -   | NED -   | BEL -        | YUG -   | FRA -   | GBR -   | SUE -  | CHE -   | BRA -  |       | 0    | -    |
| 1989 | 250cc | Aprilia | JAP - | AUS -  | USA -   | ESP -   | NAC 6   | ALE -   | AUT -   | YUG -   | NED 9        | BEL -   | FRA -   | GBR -   | SUE -  | CHE -   | BRA -  |       | 17   | 25.º |
| 1990 | 250cc | Aprilia | JAP - | USA -  | ESP Ret | NAC 9   | ALE Ret | AUT 11  | YUG 14  | NED 11  | BEL 20       | FRA 21  | GBR 16  | SUE -   | CHE 17 | HUN Ret | AUS 12 |       | 23   | 19.º |
| 1991 | 250cc | Aprilia | JAP - | AUS -  | USA -   | ESP Ret | ITA Ret | ALE 22  | AUT Ret | EUR Ret | NED 14       | FRA Ret | GBR Ret | RSM 20  | CHE 16 | LMA 13  | MAL -  |       | 5    | 29.º |
| 1993 | 250cc | Aprilia | AUS - | MAL -  | JAP -   | ESP -   | AUT -   | ALE -   | NED -   | EUR -   | RSM 11       | GBR -   | CZE -   | ITA -   | USA -  | FIM -   |        |       | 5    | 28.º |
| 1994 | 250cc | Aprilia | AUS - | MAL -  | JAP -   | ESP -   | AUT -   | ALE -   | NED -   | ITA 5   | FRA -        | GBR -   | CZE -   | USA -   | ARG -  | EUR -   |        |       | 11   | 20.º |
| 1995 | 250cc | Aprilia | AUS - | MAL -  | JAP -   | ESP -   | ALE 10  | ITA 3   | NED -   | FRA -   | GBR -        | CZE -   | BRA -   | ARG -   | EUR -  |         |        |       | 22   | 19.º |
| 1996 | 250cc | Aprilia | MAL - | IDN -  | JAP -   | ESP -   | ITA 2   | FRA -   | NED -   | ALE Ret | GBR Ret      | AUT -   | CZE -   | IMO 5   | CAT 6  | RIO -   | AUS -  |       | 41   | 16.º |
| 1996 | 500cc | Aprilia | MAL - | IDN -  | JAP -   | ESP -   | ITA -   | FRA -   | NED -   | ALE -   | GBR -/small> | AUT 18  | CZE 15  | IMO -   | CAT -  | RIO -   | AUS -  |       | 1    | 32.º |
| 1997 | 250cc | Aprilia | MAL - | JAP -  | ESP -   | ITA 2   | AUT Ret | FRA -   | NED -   | IMO 6   | ALE -        | RIO -   | GBR -   | CZE -   | CAT -  | IDN -   | AUS -  |       | 30   | 18.º |
| 1998 | 250cc | Aprilia | JAP - | MAL -  | ESP 5   | ITA 1   | FRA -   | MAD -   | NED -   | GBR -   | ALE -        | CZE 3   | IMO Ret | CAT Ret | AUS -  | ARG -   |        |       | 52   | 15.º |
| 1999 | 250cc | Aprilia | MAL 6 | JAP 9  | ESP 5   | FRA 15  | ITA Ret | CAT Ret | NED Ret | GBR 7   | ALE 13       | CZE -   | IMO 8   | VAL -   | AUS -  | RSA -   | RIO -  | ARG - | 49   | 17.º |
| 2000 | 250cc | Aprilia | RSA - | MAL -  | JAP -   | ESP 7   | FRA -   | ITA Ret | CAT Ret | NED -   | GBR -        | ALE -   | CZE -   | POR -   | VAL -  | RIO -   | PAC -  | AUS - | 9    | 26.º |
| 2001 | 250cc | Aprilia | JAP - | RSA -  | ESP 4   | FRA -   | ITA Ret | CAT -   | NED -   | GBR -   | ALE -        | CZE -   | POR -   | VAL -   | PAC -  | AUS -   | MAL -  | RIO - | 13   | 24.º |
| 2004 | 250cc | Aprilia | RSA - | ESP -  | FRA -   | ITA -   | CAT -   | NED -   | RIO -   | ALE -   | GBR -        | CZE -   | POR -   | JAP -   | QAT -  | MAL 16  | AUS -  | VAL - | 0    | -    |